# Obersachsen

Vorschlag zur Bildung eines Landes Obersachsen von Hugo Preuß, 1919

Als Obersachsen bezeichnet man große Teile der ehemaligen Herrschaftsgebiete der Wettiner und deren Bewohner im Raum des heutigen östlichen Mitteldeutschlands. Der Begriff ist erstmals im 14. Jahrhundert in Unterscheidung zum in Norddeutschland gelegenen „Niedersachsen“ nachweisbar und fand noch im 19. Jahrhundert Verwendung, wurde aber mit der vollständigen Verschiebung der Landesbezeichnung „Sachsen“ nach Mitteldeutschland schließlich obsolet.

## Politische Geschichte und Verschiebung der Landesbezeichnung

Die sächsischen Herzogtümer um 1235: das Herzogtum Westfalen, welches an die Kölner Erzbischöfe ging, das welfische Herzogtum Braunschweig-Lüneburg und die askanischen Gebiete um Lauenburg und Wittenberg

Die Reichskreise Mitte des 16. Jahrhunderts

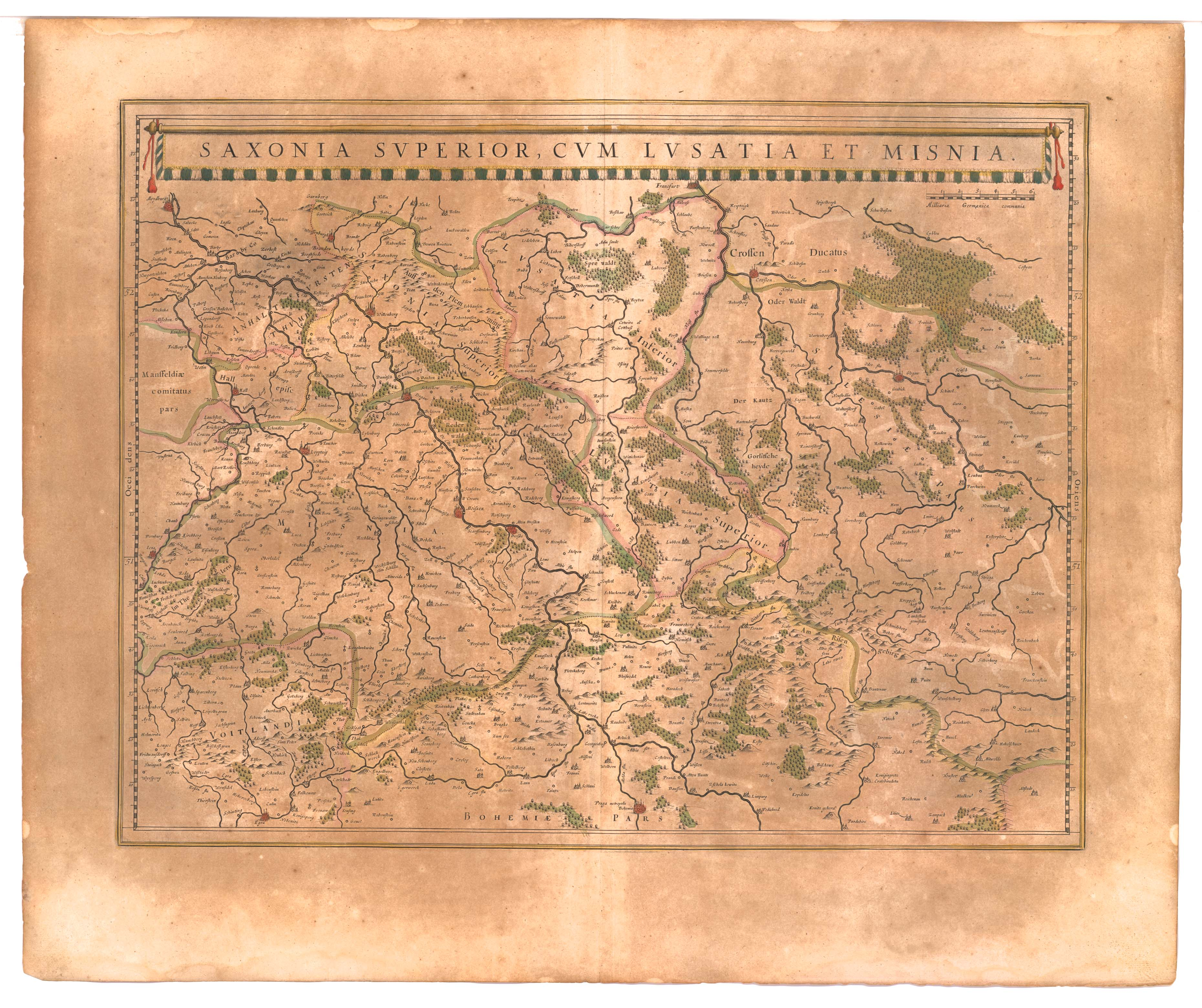
Saxonia Superior cum Lusatia et Misnia (Obersachsen mit Lausitz und Meißen) aus dem Atlas Maior (1645)

Das alte Stammesherzogtum Sachsen hatte seinen Schwerpunkt im heutigen Niedersachsen und umfasste außerdem Westfalen, Holstein und den nördlichen Teil Sachsen-Anhalts entlang der Elbe. Mit dem Sturz des Welfen Heinrichs des Löwen kam es 1180 zur Aufteilung dieses Gebietes: während den Welfen ihr Zentrum um Braunschweig und Lüneburg verblieb, wurde der Titel des „Herzogs von Sachsen“ an das entlang der Elbe begüterte Geschlecht der Askanier vergeben. Dieses „Herzogtum Sachsen“ wurde 1296 in die beiden Herzogtümer Sachsen-Lauenburg und Sachsen-Wittenberg geteilt, die sich auch gegenseitig die Würde eines Kurfürsten von Sachsen streitig machten, wobei sich schließlich die Wittenberger durchsetzen konnten. Nach ihrem Aussterben wurde das Kurfürstentum Wittenberg 1422 von den wettinischen Markgrafen von Meißen und Landgrafen von Thüringen übernommen.
Im Rahmen der inner-askanischen Konkurrenz lassen sich erstmals die Bezeichnungen „Niedersachsen“ und „Obersachsen“ nachweisen. In einer auf das Jahr 1312 gefälschten, tatsächlich wohl aus dem 15. Jahrhundert stammenden Urkunde wurden das nördlicher gelegene Sachsen-Lauenburg als „Niedersachsen“, das südlichere Sachsen-Wittenberg als „Obersachsen“ bezeichnet. Von der Bedeutung dieser geographischen Begriffe über die (ehemals) askanischen Territorien hinaus zeugt, dass bei der Kreiseinteilung des Reiches 1522 sowohl ein Niedersächsischer als auch ein Obersächsischer Reichskreis gebildet wurden.
Die Übernahme des Kurfürstentums Sachsen-Wittenberg und der Bedeutungsverlust des Lauenburger Herzogtums führte zu einer weiteren Verschiebung der Landesbezeichnung „Sachsen“, die nun zunehmend nur noch mit den wettinischen Ländern (neben dem Kurkreis vor allem Meißen und Thüringen) verbunden wurde. So wurde im Zug der Erbteilungen zwischen ernestinischen und albertinischen Wettinern jedes einzelne Territorium als „Herzogtum Sachsen“ bezeichnet.
Mit der Auflösung des Heiligen Römischen Reichs 1806 verschwand auch der Obersächsische Reichskreis. Dennoch wurde auch im 19. Jahrhundert der Begriff „Obersachsen“ verwendet, wenn die Gemeinsamkeiten der Gebiete zwischen Harz und Erzgebirge hervorgehoben werden sollten. Im Jahre 1919 sah ein Vorschlag zur Neugliederung des Deutschen Reichs unter anderem ein Land „Obersachsen“ vor.
Heute bezeichnen sich sowohl die mitteldeutschen Bewohner des Freistaates Sachsen selbst als auch Außenstehende diese Bewohner als Sachsen, obwohl deren Vorfahren hauptsächlich Sorben, Thüringer, Franken und Flamen waren.

## Sprach- und Siedlungsgeschichte
Sprachwissenschaftlich betrachtet, sind die ostmitteldeutschen Dialekte – das Meißenische und das Osterländische – Bestandteil der thüringisch-obersächsischen Dialektgruppe. Obersachsen sind damit auch die sächsischen Bewohner des Erzgebirges, der Oberlausitz und des größten Teils Thüringens.

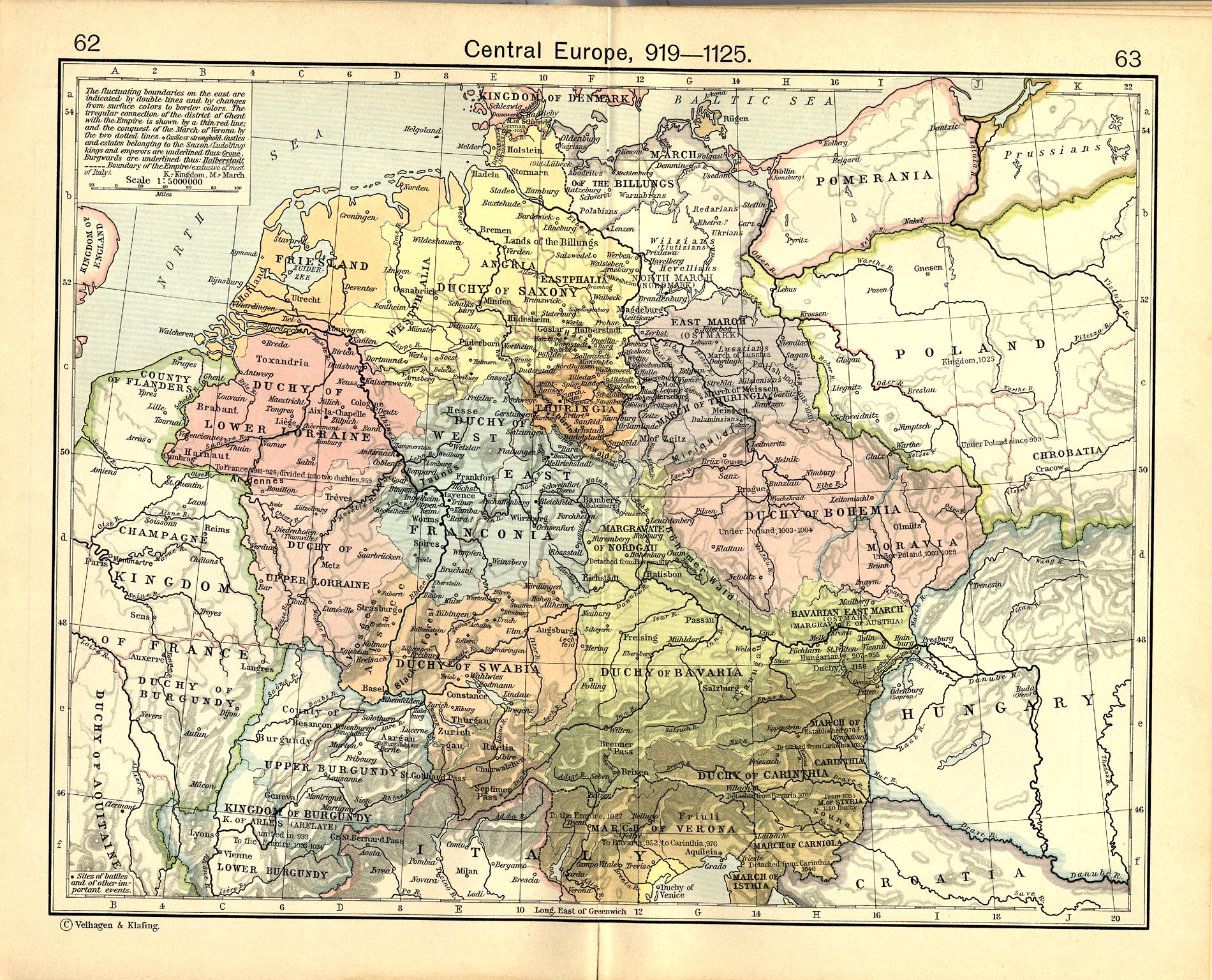
Thüringen und Thüringer Mark als Teil des Heiligen Römischen Reiches zur Zeit der Salier

Der stärkste heute noch erkennbare Siedlungseinfluss kam in Form der Thüringer aus dem Westen, die möglicherweise die Sorben nach Osten verdrängten. So wurde das Gebiet der Markgrafschaft Meißen, der Ursprung und Vorläufer des heutigen Obersachsens, auch als Thüringer Mark, also als Grenzregion der Thüringer, bezeichnet. Die Stadt Meißen hatte in dieser Zeit den Beinamen Stadt der Hermunduren, also Stadt der Thüringer.
Im Vogtland und im Erzgebirge gab es im Zuge der Deutschen Ostsiedlung einen relativ starken mainfränkischen Siedlungseinfluss, im Saale- und Elstertal gab es einen schwachen mainfränkischen Siedlungseinfluss. Das Vogtländische, das Erzgebirgische und das Südostthüringische (Sorbenfränkisch) wurden deshalb in der Vergangenheit oft auch dem Ostfränkischen zugeordnet. Seit Mitte des 20. Jahrhunderts etablieren sich in den Mundarten und der Umgangssprache im Süden Obersachsens zunehmend Einflüsse des Thüringisch-Obersächsischen Dialekts.
Ein deutlich spürbarer sächsischer Siedlungseinfluss existiert offensichtlich nicht, was sich auch in der Trennung des Mitteldeutschen vom Niederdeutschen zeigt.